# Fräulein-Maria-Denkmal

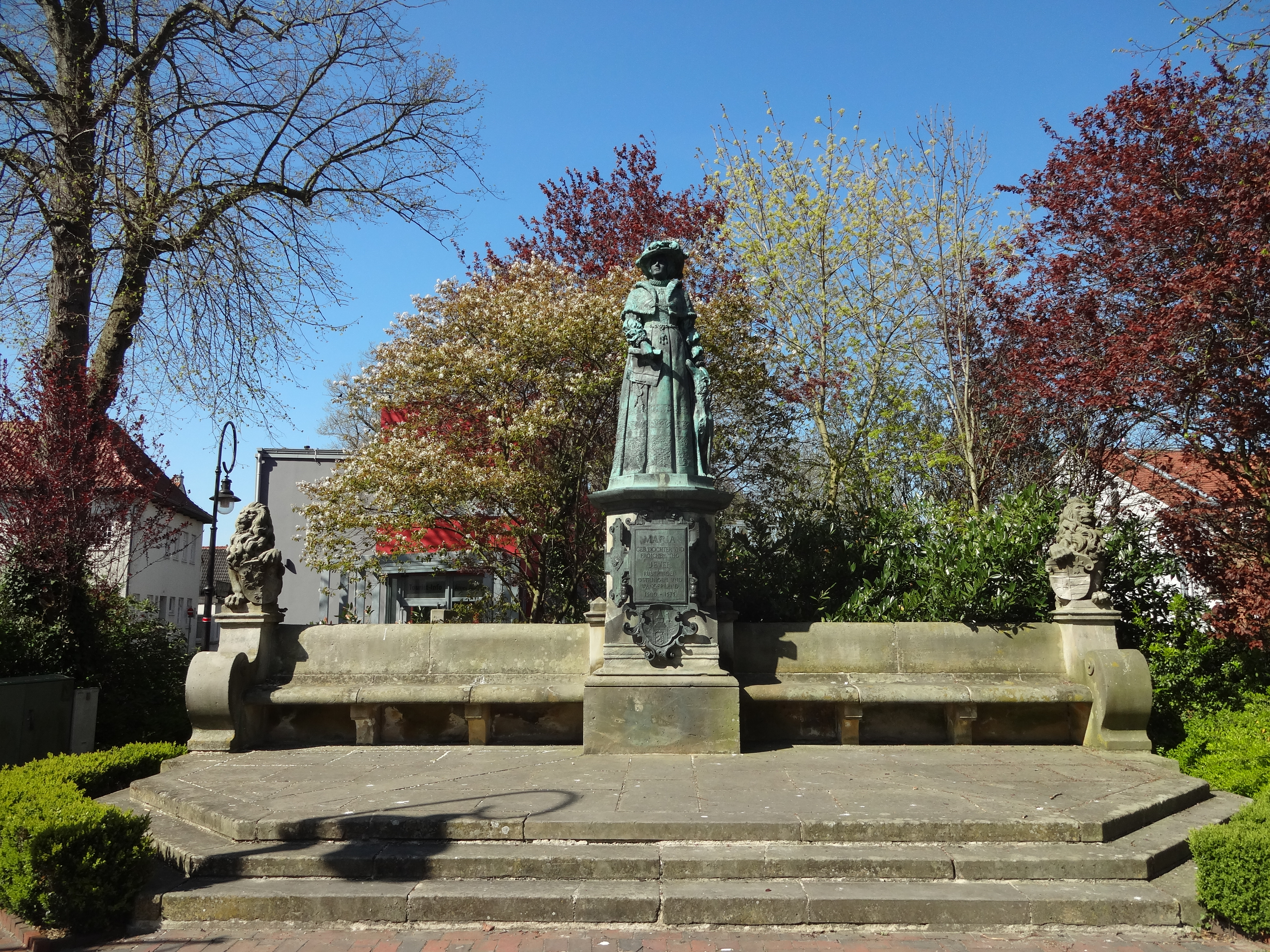
Gesamtansicht des Denkmals

Das Fräulein-Maria-Denkmal steht in der Kreisstadt Jever und ist Maria von Jever, der letzten Regentin der Herrschaft Jever, gewidmet.

## Beschreibung
Das Denkmal wurde an zentraler Stelle in Jever in Sichtweite des Schlosses Jever an der Kreuzung der Schlossstraße und der Fräulein-Marien-Straße erbaut. Den unteren Teil des Denkmals bilden zwei Steinbänke mit jeweils einer Löwenskulptur an ihren seitlichen Enden. In der Mitte zwischen den Bänken befindet sich der Sockel, auf dem eine Plakette angebracht ist. Diese zeigt das Stadtwappen Jevers und folgenden Text:
Maria geb. Dochter und Froichen zu Jever, Rustringen, Ostringen, und Wangerland 1500–1575

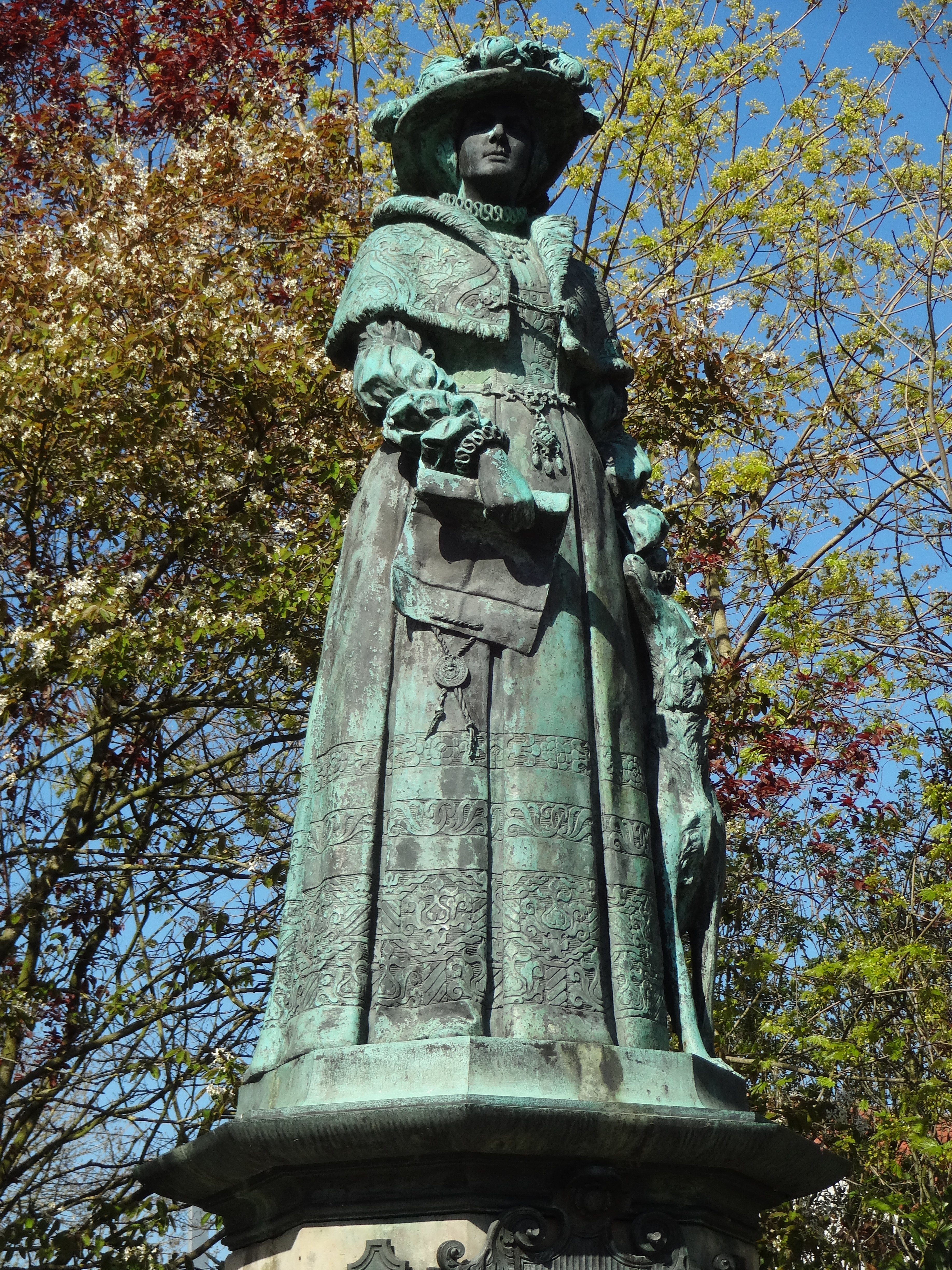
Detailansicht

Auf diesem Sockel steht die Statue der Maria von Jever. Diese ist aus Bronze gegossen und hat ein Gewicht von 550 Kilogramm. Mit einer Höhe von 2,20 Metern ist die Statue ein überlebensgroßes Abbild der Regentin. In der rechten Hand hält die abgebildete Maria die Urkunde zur Verleihung des Stadtrechts an Jever, die im Jahr 1536 während der Regentschaft Marias ausgestellt wurde, die linke Hand liegt auf dem Kopf eines von Marias Jagdhunden. Die Ausrichtung der Statue sorgt dafür, dass Maria auf das Schloss Jever blickt, das sie während ihrer Regentschaft maßgeblich ausbauen ließ.

## Baugeschichte
Maria von Jever erfreut sich als eine der prägenden Figuren der Geschichte Jevers – bis heute auch Marienstadt genannt – einer andauernden Verehrung. Das anlässlich ihres 400. Geburtstages im Jahr 1900 in Auftrag gegebene Denkmal wurde vom deutschen Bildhauer Harro Magnussen umgesetzt. Der Guss erfolgte in der Bronzegießerei Gladenbeck in Berlin-Friedrichshagen. Die Statue wurde bereits im September 1899 feierlich enthüllt.